# Ornithogalum sumbulianum
Ornithogalum sumbulianum là một loài thực vật có hoa trong họ Măng tây. Loài này được O.D.Düsen & Deniz mô tả khoa học đầu tiên năm 2005.